# Orectoscelis shihoae
Orectoscelis shihoae är en skalbaggsart som beskrevs av Yoshiaki Nishikawa 2002. Orectoscelis shihoae ingår i släktet Orectoscelis och familjen stumpbaggar. Inga underarter finns listade i Catalogue of Life.